# ژوزه آلدو
جوزه آلدو دا سیلوا اُلیویرا جونیور (به پرتغالی:José Aldo) (متولد ۹ سپتامبر ۱۹۸۶ در برزیل) رزمی‌کار ترکیبی برزیلی است. او در دستهٔ سبک‌وزن و خروس‌وزن یواف‌سی فعالیت می‌کند. آلدو توسط شرداگ در سال ۲۰۱۷ به عنوان بهترین مبارز تاریخ دستهٔ کم‌وزن نام برده شد. او که از بهترین مبارزان ترکیبی یواف‌سی است، هشت دفاع موفقیت‌آمیز از کمربند خود را در کارنامه اش به ثبت رسانده و دو بار کمربند قهرمانی یواف‌سی را از دست داده که بار اول کمربند را به کانر مک‌گرگور و بار دوم به مکس هالوی واگذار کرد. جوزه در گرسنگی و فقر شدید بزرگ شده‌است و فیلم Mais Forte que o Mundo دربارهٔ زندگی جوزه الدو ساخته شده‌است.